# Маспык-оол, Кара-оол Андреевич
Маспык-оол, Кара-оол Андреевич (29 апреля 1936 г. – 1 декабря 2019 г.) – поэт, писатель, заслуженный работник Республики Тыва (2006), член Союза писателей Республики Тыва, член Союза журналистов Российской Федерации.

## Биография
Маспык-оол, Кара-оол Андреевич родился 29 апреля 1936 г. в местечке Сайлыг-Кара с. Хадын Пий -Хемского хошуна Тувинской Народной Республики. Окончил Новосибирский коорпоративный техникум респотребсоюза (1956), филологический факультет Кызылского государственного педагогического института (1963), Высшую партийную школу при ЦК КПСС в Новосибирске (1973). Трудовую деятельность начал учителем восмилетней школы в с.Тарлаг. Работал заведующим учебной частью Сушинской школы, директором Сарыг-Сепской школы №2. С 1966 года находился на комсомольской работе, в советских, партийных органах: вторым секретарем Тандинского райкома КПСС, председателем Улуг-Хемского райкома  КПСС, Главой администрации Пий-Хемского кожууна, первым заместителем Председателя Совета Министров Тувинской АССР, председателем Совета ветеранов РТ. Являлся депутатом Верховного Совета Тувинской АССР 1-го и 7-го созывов.

## Творчество
Литературную деятельность начал с жанра поэзии в 1950-е годы. Первое его стихотворение «Час» («Весна») напечатано в газете «Сылдышчыгаш» в 1953 г. Несмотря на общественную занятость, он всегда находил время для творческой работы. В 1980-е годы начал серьёзно заниматься литературой. С тех пор регулярно печатался на страницах газет и журнала «Улуг-Хем». Выпустил книги прозы «Бузурел» («Доверие», 1986), «Чуректе хаяаланган чырык» («Свет озаренных сердец», 1996). Людям труда посвящен сборник очерков «Эжим дугайында сос» («Слово о друге», 2004). В соавторстве написал историко- документальные повести «Хогжум взводунун дайынчызы» («Боец музыкального взвода», 2005), «Оюн  алышкылар» («Братья Оюны, 2005»), где повествует о тувинцах- добровольцах. Главной темой их является формирование мужественного и сознательного воина-добровольца, раскрытие героизма, высоких нравственных качеств. В своих произведениях писатель мастерски раскрывает социальную среду и сложный внутренний мир героев в процессе развития насыщенного сюжета. Сильная сторона творчества писателя –правдивое изображение народных характеров, непринужденность повествования и умелая передача живой народной речи.
Заслуженный работник Республики Тыва (2006). Член Союза писателей Республики Тыва. Член Союза журналистов Российской Федерации.

### Основные публикации
1.     Бузурел: тоожу, чечен чугаалар. –  Кызыл Тыв НУЧ,1986. – 182 ар.
Маспык-оол, Кара-оол. Доверие : Повести и рассказы / Кара-оол Маспык-оол. - Кызыл : Тувин. кн. изд-во, 1985. - 184 с.; 20 см.; ISBN В пер
2.     Чуректе хаяаланган чырык: тоожу, чечен чугаалар. –  Кызыл ТывНУЧ 1996. – 149 ар.
Маспык-оол, Кара-оол. Свет озаренных сердец : Главы из повести, рассказы, путевые заметки / Кара-оол Маспык-оол; [Худож. В. У. Донгак]. - Кызыл : Тувин. кн. изд-во, 1996. - 148,[1] с. : ил.; 20 см.; ISBN 5-7655-0085-4 :
3.     Эжим дугайында сос: очерктер. – Кызыл Респ. тип 2004. – 63 ар.
Слово о друге: очерки.
4.     Хогжум взводунун дайынчызы: барымдаалыг тоожу / Ш.Куулар-биле кады. – Кызыл: Респ.тип., 2005. – 72 ар
Боец музыкального взвода: документальная повесть /соавт.Ш.Куулар.
5.     Оюн  алышкылар барымдаалыг тоожу / Ш.Куулар-биле кады. – Кызыл: Респ.тип., 2005. – 68 ар
Братья Оюны: документ. /соавт.Ш.Куулар.
6.     Танды  кожууну: очерктер –  Ш. Куулар-биле кады. – Кызыл: Тываполиграф, 2007. – 168 ар.
Тандынский кожуун: очерки /соавт. Ш.Куулар

## Награды
Орден «Знак Почёта»
Орден Республики Тыва
Медаль «За доблестный труд»
Заслуженный работник Республики Тыва (2006)
Член Союза писателей Республики Тыва.